# Boumagueur
Boumagueur (arabiska: بــومقر) är en ort i Algeriet.   Den ligger i provinsen Batna, i den norra delen av landet, 270 km sydost om huvudstaden Alger. Boumagueur ligger 756 meter över havet och antalet invånare är 8 482.
Terrängen runt Boumagueur är platt åt nordväst, men åt sydost är den kuperad. Terrängen runt Boumagueur sluttar västerut. Runt Boumagueur är det ganska tätbefolkat, med 93 invånare per kvadratkilometer. Det finns inga andra samhällen i närheten. Omgivningarna runt Boumagueur är i huvudsak ett öppet busklandskap.